# Fatih Çakıroğlu
Fatih Çakıroğlu (ur. 14 kwietnia 1981 w Stambule) – turecki zapaśnik w stylu wolnym. Olimpijczyk z Aten 2004, gdzie zajął dziewiąte miejsce w kategorii 96 kg.
Piąty w mistrzostwach świata w 2007; siódmy w 2011. Mistrz Europy w 2011. Podczas igrzysk śródziemnomorskich w Pescarze w 2009 roku zdobył złoty medal w kategorii do 120 kilogramów. Powtórzył ten wynik rok później w mistrzostwach śródziemnomorskich. Czwarty w Pucharze Świata w 2010. Uniwersytecki mistrz świata w 2002. Wojskowy mistrz świata w 2005 roku.